# Guitar Hero
Guitar Hero er det første spil i Guitar Hero-serien, udviklet af Harmonix Music Systems og udgivet af RedOctane til PlayStation 2. Spillet blev udviklet i samarbejde mellem RedOctane og Harmonix, som ville lave et GuitarFreaks-lignende spil.
Meningen med spillet er at spille forskellige sange med en guitar-formet controller (som skal forestille en mindre Gibson SG). Spillestilen ligner GuitarFreakss, da spilleren skal trykke på guitar-controllerensa knapper samtidigt med noter, der dukker op på skærmen. Spillet indeholder over 30 rocksange fra fem årtier, fra 1960'erne til 2000'erne, sammen med bonussange. Guitar Hero blev et overraskende hit, blev positivt modtaget og vandt adskillige priser fra stor computerspilstidskrifter, og blev betragtet som et af de mest indflydelsesrige spil i det første årti af det 21. århundrede. Spillets succes startede Guitar Hero-brandet, som har tjent mere end en milliard $ på salg, adskillige efterfølgere og andre relaterede produkter.
Der er senere blevet udgivet en videreudvikling af spillet, Rock Band, hvor man desuden kan spille på trommer og el-bas, samt synge. Dette er også muligt i Guitar Hero: World Tour.

## Musik i spillet
| Årstal | Sang                           | Kunstner/band                 | Karrie-niveau          |
| ------ | ------------------------------ | ----------------------------- | ---------------------- |
| 1980   | "Ace of Spades"                | Motörhead                     | 5. Fret-Burners        |
| 1983   | "Bark at the Moon"             | Ozzy Osbourne                 | 6. Face Melters        |
| 2002   | "Cochise"                      | Audioslave                    | 4. Return of the Shred |
| 1990   | "Cowboys from Hell"            | Pantera                       | 6. Face Melters        |
| 1968   | "Crossroads"                   | Cream                         | 5. Fret-Burners        |
| 2001   | "Fat Lip"                      | Sum 41                        | 4. Return of the Shred |
| 1973   | "Frankenstein"                 | The Edgar Winter Group        | 6. Face Melters        |
| 1977   | "Godzilla"                     | Blue Öyster Cult              | 6. Face Melters        |
| 2004   | "Heart Full of Black"          | Burning Brides                | 3. Thrash and Burn     |
| 2004   | "Hey You"                      | The Exies                     | 3. Thrash and Burn     |
| 1989   | "Higher Ground"                | Red Hot Chili Peppers         | 5. Fret-Burners        |
| 1982   | "I Love Rock and Roll"         | Joan Jett and the Blackhearts | 1. Opening Licks       |
| 1978   | "I Wanna Be Sedated"           | The Ramones                   | 1. Opening Licks       |
| 1994   | "Infected"                     | Bad Religion                  | 1. Opening Licks       |
| 1970   | "Iron Man"                     | Black Sabbath                 | 2. Axe-Grinders        |
| 1974   | "Killer Queen"                 | Queen                         | 3. Thrash and Burn     |
| 1976   | "More Than a Feeling"          | Boston                        | 2. Axe-Grinders        |
| 2002   | "No One Knows"                 | Queens of the Stone Age       | 5. Fret-Burners        |
| 1983   | "Sharp Dressed Man"            | ZZ Top                        | 2. Axe-Grinders        |
| 1972   | "Smoke on the Water"           | Deep Purple                   | 1. Opening Licks       |
| 1967   | "Spanish Castle Magic"         | Jimi Hendrix                  | 5. Fret-Burners        |
| 2000   | "Stellar"                      | Incubus                       | 3. Thrash and Burn     |
| 1992   | "Symphony of Destruction"      | Megadeth                      | 3. Thrash and Burn     |
| 2002   | "Take It Off"                  | The Donnas                    | 4. Return of the Shred |
| 2004   | "Take Me Out"                  | Franz Ferdinand               | 2. Axe-Grinders        |
| 1983   | "Texas Flood"                  | Stevie Ray Vaughan            | 6. Face Melters        |
| 1992   | "Thunder Kiss '65"             | White Zombie                  | 1. Opening Licks       |
| 1992   | "Unsung"                       | Helmet                        | 4. Return of the Shred |
| 1982   | "You Got Another Thing Comin'" | Judas Priest                  | 2. Axe-Grinders        |
| 1972   | "Ziggy Stardust"               | David Bowie                   | 4. Return of the Shred |